# Winter (canção de Unheilig)
Winter é o nono single da banda alemã Unheilig. Foi lançado em 19 de novembro de 2010 sendo o quarto do álbum Grosse Freiheit e sendo parte do Winter Edition. 

## Lista de Faixas
| N.º | Título                    | Duração |  |
| 1.  | "Winter (Single Version)" | 3:53    |  |
| 2.  | "Winter (Piano Version)"  | 5:17    |  |

## Posição nas paradas
| Paradas        | Posição |
| -------------- | ------- |
| Alemanha       | 4       |
| Áustria        | 6       |
| Suíça          | 64      |
| União Europeia | 21      |

## Créditos
- Der Graf - Vocais/Composição/Letras/Bateria/Percussão/Piano/Condutor/Programação
- Kiko Masbaum - Produtor Executivo/Mixagem/Produção/Percussão/Baterias/Programação/Baixo/Guitarras
- Henning Verlage - Teclados/Programação/Produção
- Kölner Jugendchor St. Stephan, Lucky Kids - Coral
- Bianca Kramer, Christian Wunderlich, Claudio Pagonis, Martin "Fly" Fliegenschmidt, Michael Kokott - Condutor
- Arnon Zlotnik - Contra Tenor
- Henrik Kersten, Jens Rodenberg - Produção Executivaa
- Lukas Kenfenheuer - Soprano
- Jörg "Warthy" Wartmann - Violão